# الدار الأسود (بعدان)

تعديل مصدري - تعديل

الدار الأسود هي إحدى قرى عزلة حيسان بمديرية بعدان التابعة لمحافظة إب، بلغ تعداد سكانها 368 نسمة حسب تعداد اليمن لعام 2004.